# Martha Root
Martha Louise Root (* 10. August 1872 in Richwood, Ohio; † 28. September 1939 in Hawaii) war eine US-amerikanische Reiselehrerin des Bahá'í-Glaubens im späten 19. und frühen 20. Jahrhundert. Shoghi Effendi, Hüter des Bahá'í-Glaubens, nannte sie „die führende Reiselehrerin im ersten Bahá'í-Jahrhundert“ und ernannte sie posthum zu einer Hand der Sache Gottes. Sie war bekannt für ihre Besuche bei Staatsoberhäuptern und anderen Persönlichkeiten des öffentlichen Lebens. Ihr Kontakt zu Königin Marie von Rumänien war von besonderer Bedeutung, da diese als erste Monarchin gilt, die den Bahá'í-Glauben angenommen hat.

## Ausbildung und frühe Jahre
Martha Root wurde am 10. August 1872 als Tochter von Timothy und Nancy Root in Richwood, Ohio, geboren. Sie hatte zwei ältere Brüder, Clarence und Claude. Kurz nach ihrer Geburt zog die Familie nach Cambridge Springs, Pennsylvania, wo ihr Vater eine Milchfarm betrieb. Martha war bekannt als Mattie. Ihr Interesse galt eher Büchern als den üblichen häuslichen Aktivitäten. Bereits mit 14 Jahren verdiente sie mit Schreiben genug Geld, um sich eine Reise an die Niagarafälle zu leisten. Sie zeichnete sich an der High School und am College durch gute Leistungen aus und besuchte das Oberlin College. Danach ging sie an die Universität von Chicago, wo sie 1895 ihren Abschluss erwarb.
Nach ihrem Studium begann sie zuerst an einer Schule zu unterrichten. Dies gab sie jedoch auf, um für verschiedene Zeitungen zu schreiben. Im Sommer 1900 arbeitete sie beim Pittsburgh Chronicle Telegraph als Redakteurin im Gesellschaftsressort und im Herbst beim Pittsburgh Dispatch. Schließlich schrieb sie vermehrt über Autos, was sie u. a. für Recherchen nach Frankreich brachte.
1909 lernte sie Roy C. Wilhelm kennen, der ihr Schriften der Bahá'í-Religion zu lesen gab. Während sie sich mehrere Monate lang mit der Religion befasste, traf sie in Chicago mehrere Mitglieder der lokalen Bahá'í-Gemeinde, darunter Thornton Chase und Arthur Agnew. Noch im gleichen Jahr bekannte sie sich zu den Lehren der Bahá'í. Während dieser Zeit schrieb sie weiter, u. a. einen detaillierten Artikel für die Pittsburgh Post über die Geschichte und die Lehren des Bahá'í-Glaubens im Jahr 1909. Sie nahm auch an der ersten jährlichen Bahá'í-Versammlung teil, die 1911 in Chicago stattfand.

## Reisen als Bahá'í-Lehrerin
1911 und 1912 besuchte Abdu'l-Bahá, der Sohn des Gründers des Bahá'í-Glaubens, die Vereinigten Staaten und Kanada. Martha Root besuchte viele Vorträge Abdu'l-Bahás und organisierte seine Rede in Pittsburgh. Während dieser Zeit bekam Martha Root Brustkrebs, der jedoch viele Jahre in  Remission ging.
Nach der Begegnung mit Abdu'l-Bahá begab sich Martha Root auf Weltreise, um die Lehren des Bahá'í-Glaubens zu verbreiten. Sie verließ die Vereinigten Staaten am 30. Januar 1915, und nachdem sie einige Länder in Europa besucht hatte, plante sie eine Palästinareise, um die heiligen Orte der Bahá'í zu besuchen. Da der Erste Weltkrieg diesen Plan durchkreuzte, reiste sie nach Ägypten, blieb dort sechs Monate und schrieb erneut Zeitungsartikel. Sie reiste dann nach Bombay, Rangoon, Japan und Hawaii. Am 29. August 1915 traf sie wieder in den Vereinigten Staaten, in San Francisco, ein.
Nach weiteren fünf Jahren in den Vereinigten Staaten reiste sie 1920 nach Kanada und besuchte Saint John, Montreal, London und Saint Thomas, wo sie Lehrprogramme organisierte. Sie reiste dann nach Mexiko und weiter nach Guatemala, wo sie sich mit dem Präsidenten treffen sollte. Aufgrund einer politischen Revolution fand das Treffen jedoch nie statt.
Bis 1921 hatte sich ihr Brustkrebs verbreitet und sie hatte häufig Schmerzen. Die Gesundheit ihres Vaters versagte ebenfalls und somit wurden ihre Reisen eingeschränkter.
Nach dem Tod ihres Vaters am 3. November 1922 ging Martha erneut auf Missionsreisen in Teile der Vereinigten Staaten, nach Kanada, Japan und China. Anschließend führte sie ihr Weg nach Australien, Neuseeland, Tasmanien und Hongkong zu den dortigen Mitgliedern der Bahá'í-Gemeinde. In Südafrika machte sie mehrere Rundfunksendungen. Martha Root lernte auch Esperanto und lernte Lidia Zamenhof, die Tochter von Esperanto-Schöpfer Ludwig Zamenhof, kennen, die später ebenfalls Bahá'í werden sollte.

### Begegnung mit Königin Marie von Rumänien
1923 kam Martha Root in Bukarest an und schickte der Königin eine Ausgabe des Buches Bahá'u'lláh und das Neue Zeitalter. Zwei Tage nachdem die Königin das Buch erhalten hatte, gewährte sie Martha Root eine Audienz im Palast. Diese erste von acht aufeinander folgenden Begegnungen mit Königin Marie von Rumänien fand im Januar 1926 im Controceni-Palast in Bukarest statt. Weitere Audienzen fanden 1927 im Pelisor Palast in Sinaia, im Januar 1928 im königlichen Palast in Belgrad und im Oktober 1929 im Sommerpalast der Königin „Tehna Yuva“ in Balcic am Schwarzen Meer statt. Im August 1932 und im Februar 1933 wurde Martha Root in der Wohnung von Prinzessin Ileana (damals Erzherzogin von Österreich) in Mödling bei Wien empfangen. Im Februar 1934 und im Februar 1936 fanden erneut Audienzen im Controceni Palast statt.
Bahá'í-Quellen zufolge war Marie das erste Mitglied einer königlichen Familie, die Bahá'í wurde. Die Biografin Hannah Pakula hielt fest, dass Marie persönlich eine intensive Beziehung zu dieser Religion hatte, sie jedoch „[...] weiterhin die Evangelische Kirche besuchte“, obwohl sie „‘besser zu Hause mit meinen Baha-u-llah-Büchern und Lehren‘ betete“. 1976 veröffentlichte William McElwee Miller ein Buch über die Bahá'í-Religion, das einen Brief von Maries Tochter Ileana von 1970 enthielt, in dem sie die Konversion ihrer Mutter bestritt.

### Besuch im Heiligen Land
1925 reiste Martha Root nach Palästina, das heilige Land der Bahá'í, und traf Bahíyyih Khánum und Shoghi Effendi. Anschließend reiste sie nach Großbritannien, Deutschland, Griechenland, Jugoslawien und in die Tschechoslowakei um erneut die Bahá'í-Lehren zu verbreiten. Schließlich reiste sie auch in den Iran, obwohl Shoghi Effendi ihr empfohlen hatte, dies nicht zu tun. Sie hoffte auf ein Treffen mit dem Shah Reza Khan Pahlavi, zudem es jedoch nicht kam.

## Späte Jahre
1930 wollte sie sich mit dem japanischen Kaiser Hirohito treffen, aber US-Beamte verweigerten ihr die Ausreise. Stattdessen sandte sie dem Kaiser einige Bahá'í-Bücher und andere Geschenke. Trotz ihrer Krankheit arbeitete Martha Root weiter für die Verbreitung der Bahá‘í-Lehren, indem sie 1937 nach Hawaii, China und Indien reiste. 1938 kehrte sie nach Hawaii zurück, wo sie am 28. September 1939 starb.

## Werke
- Martha Root: Táhirih the Pure. Kalimát Press, Los Angeles (USA) 1981, ISBN 1-890688-04-5